# Twarogi-Wypychy
Twarogi-Wypychy – wieś w Polsce położona w województwie podlaskim, w powiecie siemiatyckim, w gminie Perlejewo.
Zaścianek szlachecki Wypychy Twarogi należący do okolicy zaściankowej Twarogi położony był w drugiej połowie XVII wieku w ziemi drohickiej województwa podlaskiego. W latach 1975–1998 miejscowość administracyjnie należała do województwa łomżyńskiego.
Wierni kościoła rzymskokatolickiego należą do parafii Przemienienia Pańskiego w Perlejewie.

## Historia
Wypychy powstały zapewne jako ostatnia wieś w okolicy szlacheckiej Twarogi. Wypychami nazywano bowiem wsie powstałe na obrzeżach już istniejących osad.
W 1580 roku wieś wzmiankowana jako Twarogi Wipichi, zamieszkiwana przez drobną szlachtę. 
W końcu XIX w. miejscowość liczyła 11 domów i 65 mieszkańców (39 mężczyzn i 26 kobiet). Wieś miała grunty pszenne, łąki, brakowało lasów, które wykarczowano wcześniej na pola uprawne. 
W 1921 roku notowano tu 20 domów oraz 109 mieszkańców, w tym 1 prawosławnego. 